# Komunitní rada Manhattanu 12

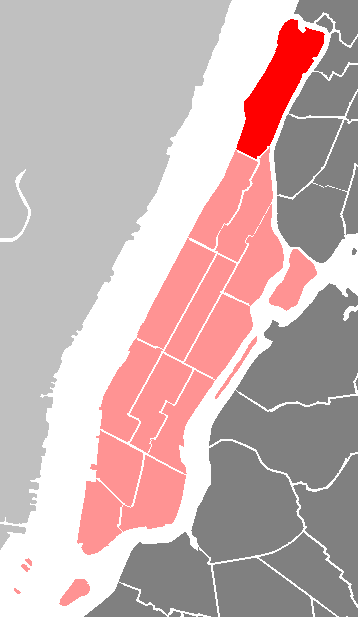
Poloha

Komunitní rada Manhattanu 12 (Manhattan Community Board 12) je jednou z komunitních rad na newyorském Manhattanu. Zahrnuje části Inwood a Washington Heights. Ohraničuje ji na východě a na severu Harlem River, na západě Hudson River a na jihu 155. ulice. Předsedou je Robert Rodriguez a správcem George Sarkissian.